# Поліб (цар)
Полі́б (дав.-гр. Πόλυβος) — персонаж давньогрецької міфології, 20-й цар Сікіона, син Гермеса і Хтонофіли, батько Лісіанаси. Його онук Адраст по смерті Поліба став 21-м царем Сікіона. За іншою версією у Поліба була дружина Євбея і син Главк.